# Робер Мантран
Робер Мантран (фр. Robert Mantran; 19. децембар 1917 — 24. септембар 1999) је био француски историчар.
Након студија на Сорбони радио је у Француском археолошком институту (фр. l'Institut français d'archéologie) до 1945. године. Две године касније постао је професор на престижној француско-турској школи у Галатасарају где је припремао докторат. Године 1952. постао је истраживач у Националном центру за научна истраживања (фр. Centre national de la recherche scientifique) а након неколико година предавао је на универзитету у Тунису. Године 1961. постао је професор туркологије на универзитету у (d'Aix-Marseille) где је радио све до пензионисања 1985. године.
Његов обиман рад увео га је у ред највећих француских турколога 20. века.

## Најважнији радови
- Histoire de la Turquie, Presses universitaires de France, coll. « Que sais-je ? », 1952, nouv. éd., 1961, 1968, 1983, 1988 et 1993
- Istanbul dans la deuxième moitié du XVIIe siècle. Essai d'histoire institutionnelle, économique et sociale, éd. Maisonneuve, 1962
- Istanbul au siècle de Soliman le Magnifique, éd. Hachette, coll. « La vie quotidienne », 1965, nouv. éd., 1990
- L'Expansion musulmane. VIIe-XIe siècles, Presses universitaires de France, 1969, nouv. éd., 1991, coll. « Nouvelle Clio »
- L'Empire ottoman, du XVIe au XVIIIe siècle. Administration, économie, société, Londres, éd. Variorum, 1984